# Pseudopontia
Pseudopontia es un género de mariposas de la familia Pieridae. Es el único género de la subfamilia Pseudopontiinae. Anteriormente se consideraba que había una sola especie, Pseudopontia paradoxa pero ahora se cree que hay por lo menos cinco especies que se distinguen por detalles de las alas y por diferencias genéticas. Cada una se encuentra en un territorio diferente de África, si bien algunas se superponen un poco en su distribución.

## Descripción y nomenclatura
El género fue descrito por Plötz en septiembre de 1870, y la especie tipo por monotípia es Pseudopontia calabarica. Sin embargo esta especie había sido descrita originalmente con el nombre Globiceps paradoxa por Felder y Felder en 1869, y luego corregido a Gonophlebia paradoxa en junio de 1870 por los mismos autores.
El nombre genérico Globiceps es considerado inválido por reglas de homonimia, mientras que el nombre Gonophlebia no tuvo gran difusión en la literatura entomológica, por lo que la combinación Pseudopontia paradoxa se ha mantenido como nombre válido para esta especie y como epónimo del grupo Pseudopontiinae, actualmente considerado con rango de subfamilia.

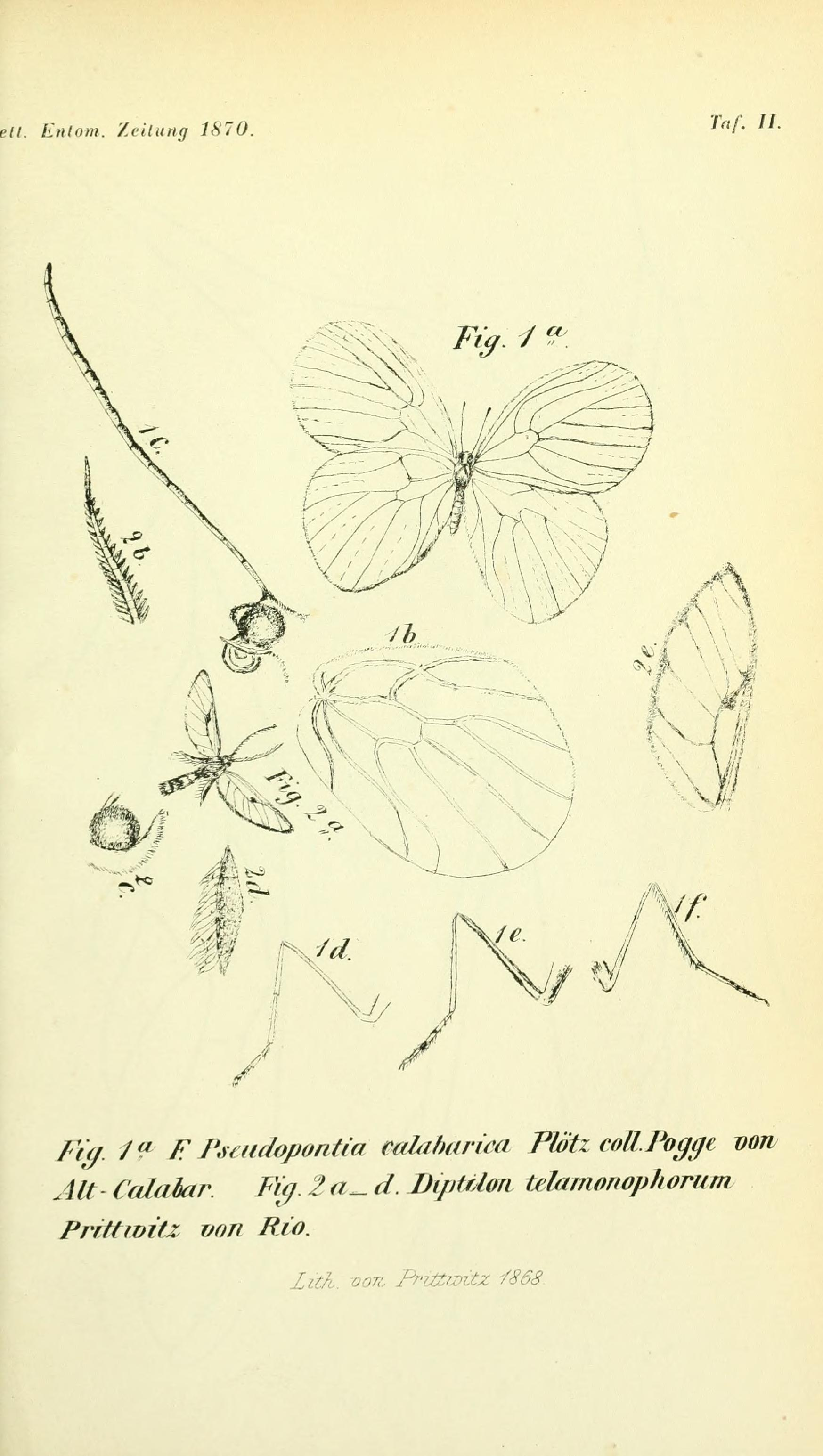
Descripción de Pseudopontia paradoxa, como P. calabarica.

## Diversidad
Existen 5 especies reconocidas en el género, todas ellas tienen distribución afrotropical.

## Plantas huéspedes
Las especies del género Pseudopontia se alimentan de plantas de las familias Acanthaceae y Opiliaceae. Las plantas huésped reportadas incluyen los géneros Pseuderanthemum y Rhopalopilia.